# Australien i olympiska sommarspelen 1948
Australien deltog med 75 deltagare vid de olympiska sommarspelen 1948 i London. Totalt vann de två guldmedaljer, sex silvermedaljer och fem bronsmedaljer.

## Medaljer

### Guld
- John Winter - Friidrott, höjdhopp.
- Mervyn Wood - Rodd, singelsculler.

### Silver
- Dick Garrard - Brottning, fristil, weltervikt.
- Theo Bruce - Friidrott, längdhopp.
- George Avery - Friidrott, tresteg.
- Shirley Strickland, June Maston, Betty McKinnon och Joyce King - Friidrott, 4 x 100 meter stafett.
- John Marshall - Simning, 1500 meter frisim.
- Nancy Lyons - Simning, 200 meter bröstsim.

### Brons
- Joseph Armstrong - Brottning, fristil, tungvikt.
- Shirley Strickland - Friidrott, 100 meter.
- Shirley Strickland - Friidrott, 80 meter häck.
- John Marshall - Simning, 400 meter frisim.
- Judy-Joy Davies - Simning, 100 meter ryggsim.